# Convoi QP 4
Le convoi QP 4 est le nom de code d'un convoi allié durant la Seconde Guerre mondiale. Il fait partie d'une série de convois destinés à ramener les navires alliés des ports soviétiques du nord vers les ports britanniques. Les Alliés cherchaient à ravitailler l'URSS qui combattait leur ennemi commun, le Troisième Reich. Les convois de l'Arctique, organisés de 1941 à 1945, avaient pour destination le port d'Arkhangelsk, l'été, et Mourmansk, l'hiver, via l'Islande et l'océan Arctique, effectuant un voyage périlleux dans des eaux parmi les plus hostiles du monde.
Il part de Arkhangelsk en URSS le 29 décembre 1941 à destination de l'Islande qu'il atteint le 16 janvier 1942.

## Composition du convoi
Ce convoi est constitué de 13 cargos , :
- Royaume-Uni : Trehata (présent dans le convoi QP 1),  Briarwood, Cape Corso, Cape Race, San Ambrosio et Wanstead (présents dans le convoi PQ 3), Dany Brin
- Panama: Cocle et El Capitan (présents dans le convoi PQ 3), Eulima (présent dans le convoi PQ 4)
- Union soviétique : Trekieve (présent dans le convoi PQ 3) et Sukhona
- Norvège : El Mirlo

## L'escorte
Le convoi est escorté, au départ, par :
- les chasseurs de mines : HMS Seagull, HMS Speedy, HMS Leda, HMS Bramble, HMS Hebe, HMS Bute[6]
- le chalutier anti sous marin : HMS Stella Capella

## Le voyage
Deux navires[Lesquels ?] ont un problème mécanique et font demi-tour sur Mourmansk. Les HMS Bramble, HMS Hebe se retirent le 5 janvier. Ils sont remplacés par le croiseur léger HMS Edinburgh et les destroyers HMS Echo et HMS Eclipse. L'ensemble de l'escorte quitte le convoi le 9 janvier 1941.
Le reste du convoi arrive à destination.